# WarnerTV Comedy
WarnerTV Comedy é um canal de televisão pago alemão, lançado originalmente em 8 de maio de 2012 como glitz*. É de propriedade e operado pela Warner Bros. Discovery International.
Em agosto de 2013, a SES Platform Services (mais tarde MX1, e agora parte da SES Video) venceu uma licitação internacional da Turner Broadcasting System, para fornecer serviços de transmissão para o canal Glitz*, Boomerang, Cartoon Network, TNT Film e TNT Serie para o mercado de língua alemã, digitalização de conteúdo da Turner existente e transmissão de serviços on-demand e catch-up na Alemanha, Áustria, Suíça e região do Benelux, a partir de novembro de 2013.
Em 1º de abril de 2014, o canal foi renomeado para TNT Glitz e começou a transmitir via satélite na Sky Alemanha. O slogan "Aqui brilha o sol" ("Hier scheint die Sonne") foi alterado para "Nós somos rosa" ("Wir sind pink").
O canal mudou seu nome para WarnerTV Comedy em 25 de setembro de 2021, após o anúncio feito em 14 de junho do mesmo ano.

## Programação
A WarnerTV Comedy apresenta as estreias alemãs das séries de comédia Parks and Recreation, Web Therapy, Girls e Hot in Cleveland, bem como das séries dramáticas Pretty Little Liars, Parenthood e Unforgettable. A programação original inclui a revista InStyle – Das TV-Magazin, que é centrada em moda e celebridades. É apresentada por Eva Padberg.

## Logotipos

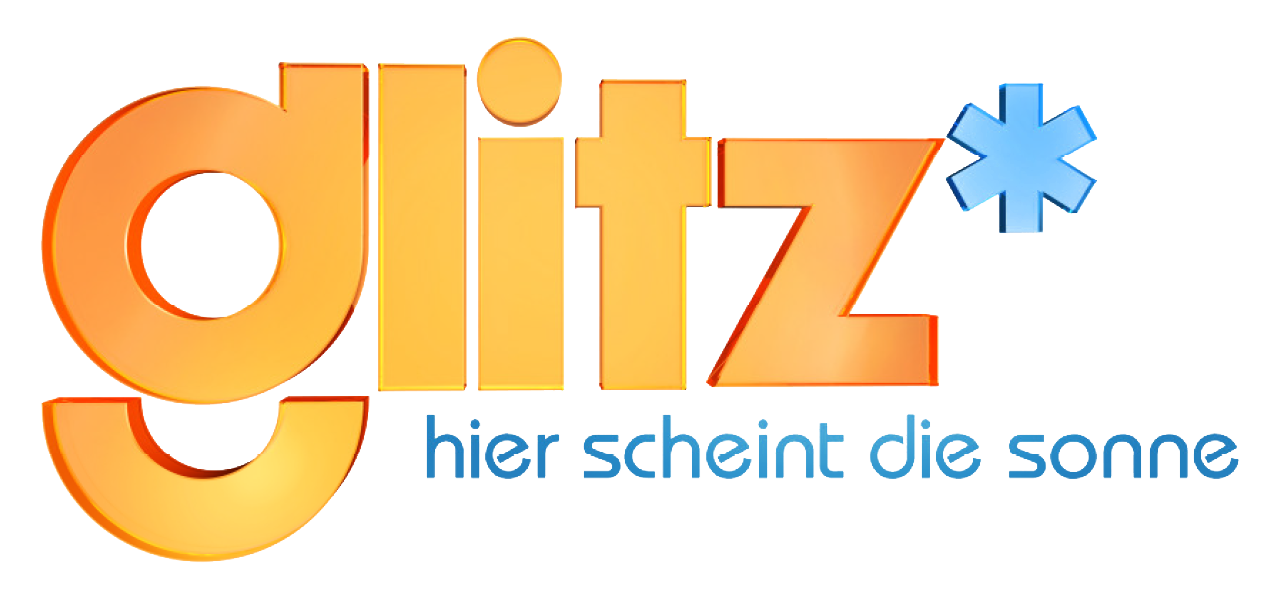
Glitz – 8 de maio de 2012 - 31 de março de 2014
TNT Glitz – 1 de abril de 2014 - 31 de maio de 2016
TNT Glitz HD – 1 de abril de 2014 - 31 de maio de 2016
TNT Comedy – 1 de junho de 2016 a 24 de setembro de 2021
TNT Comedy HD – 1 de junho de 2016 a 24 de setembro de 2021
WarnerTV Comedy – desde 25 de setembro de 2021
WarnerTV Comedy HD – desde 25 de setembro de 2021